# Bob Hogsett
Robert L. "Bob" Hogsett (Tennessee; 29 de enero de 1941-Blacksburg, Virginia; 5 de diciembre de 1984) fue un jugador de baloncesto estadounidense que disputó una temporada en la NBA y otra más en la ABA. Con 2,01 metros de estatura, jugaba en la posición de alero.

## Trayectoria deportiva

### Universidad
Jugó durante tres temporadas con los Volunteers de la Universidad de Tennessee.

### Profesional
Tras no ser elegido en el Draft de la NBA de 1966, fichó ya avanzada la temporada por los Detroit Pistons, con los que disputó siete partidos en los que promedió 2,3 puntos.
Al año siguiente cambió de liga, firmando por los Pittsburgh Pipers de la ABA, donde llegó a disputar 13 partidos, en los que promedió 1,3 puntos y 1,8 rebotes.

## Estadísticas de su carrera en la NBA y la ABA

### Temporada regular
| Temporada | Edad | Equipo            | Liga  | P  | TIT | MIN | TC  | TCA | %TC  | 3P  | 3PA | %3P | TL  | TLA | %TL   | R.OF. | R.DEF. | REB | ASIS | ROB | TAP | PER | FP  | PTS |
| 1966-67   | 26   | Detroit Pistons   | NBA   | 7  |     | 3.1 | 0.7 | 2.3 | .313 |     |     |     | 0.9 | 0.9 | 1.000 |       |        | 0.4 | 0.1  |     |     |     | 0.7 | 2.3 |
| 1967-68   | 27   | Pittsburgh Pipers | ABA   | 13 |     | 9.2 | 0.5 | 1.5 | .350 | 0.0 | 0.0 |     | 0.5 | 1.3 | .412  |       |        | 1.8 | 0.1  |     |     | 0.3 | 0.8 | 1.6 |
| Total     |      |                   | TOTAL | 20 |     | 7.1 | 0.6 | 1.8 | .333 | 0.0 | 0.0 |     | 0.7 | 1.2 | .565  |       |        | 1.3 | 0.1  |     |     | 0.3 | 0.8 | 1.9 |
|           |      |                   | ABA   | 13 |     | 9.2 | 0.5 | 1.5 | .350 | 0.0 | 0.0 |     | 0.5 | 1.3 | .412  |       |        | 1.8 | 0.1  |     |     | 0.3 | 0.8 | 1.6 |
|           |      |                   | NBA   | 7  |     | 3.1 | 0.7 | 2.3 | .313 |     |     |     | 0.9 | 0.9 | 1.000 |       |        | 0.4 | 0.1  |     |     |     | 0.7 | 2.3 |